# The Drug Traffic (pel·lícula de 1914)
The Drug Traffic és un curtmetratge mut de l'Éclair America protagonitzat per Alec B. Francis, Belle Adair i Will E. Sheerer. Es va estrenar el 8 d'abril de 1914.

## Argument
Johnson és un farmacèutic que es dedica a vendre morfina i cocaïna a una clientela seleccionada. A la vegada, el cap de la Kurson Chemical Company compta els rebuts de la Kurson Compsumption Cure, un medicament que conté grans quantitats de morfina. Kurson ven morfina a Johnson i a altres traficants de la ciutat. Un de les clients de Johnson és una vella dama que s'ha gastat fins al darrer cèntim en l'adquisició de la droga i no pot contenir el desig de consumir-ne més. Lucille, la filla de Kurson, està enamorada de James Young el qual no sospita de les fonts d'ingressos del seu futur sogre. Lucille pateix forts mals de cap i després de parlar amb el seu estimat decideixen visitar la farmàcia de Johnson a la recerca d'un remei. Mentre són allà, el fill de la vella senyora entra i Young detecta que s'està venent morfina. Segueixen el noi fins on hi ha la mare i la troben agonitzant a terra. Lucille pren olora una ampolla de la Kurson Compsumption Cure i s'intoxica per primera vegada del medicament. Young denuncia Johnson a la policia. Mentrestant la vella senyora mor en no poder accedir a la seva dosi i Johnson i Lucille decideixen fer-se càrrec del noi.
Johnson, perdut el seu negoci, decideix impregnar la morfina en les pàgines d'un llibre per tal que aquesta quedi dissimulada. Mentrestant, Lucille s'ha convertit en una addicta a la droga fins que és descoberta per la seva germana. Ella, per tal de poder continuar prenent la droga s'escapa i entra a casa de Johnson per tal d'obtenir la seva dosi. El noiet, però, l'ha seguit i després d'amagar la droga avisa Young. Aquest amb la policia fa arrestar el farmacèutic. Lucille, que vaga pels carrers a la recerca d'una dosi cau desmaiada i és portada a la mateixa oficina de policia on arriba Young amb Johnston. Allà Lucille mor i Young jura matar el culpable de tot plegat. En aquest moment entra el pare de Lucille i Johnson l'assenyala com el verdader culpable. Young es llença desesperat sobre el cadàver de la seva estimada.

## Repartiment
- Alec B. Francis (Johnson)
- Will E. Sheerer (James Kurson)
- Belle Adair (Lucille, filla de James Kurson)
- Stanley Walpole (James Young, promès de Lucille)